# 베일래간구
베일래간구(아제르바이잔어: Beyləqan rayonu)는 아제르바이잔 중부에 위치한 구로 행정 중심지는 베일래간이며 면적은 113.1km2, 인구는 81,700명이다.